# 夢幻戰士IV
《梦幻战士IV》是日本通訊網路於1991年到1993年間所發行的橫向捲軸動作遊戲。最初在PC Engine主機的配件CD-ROM²上發行，後來在超級任天堂主機推出移植版本，遊戲命名為《超级梦幻战士IV 红月少女》。
本作的主角換成新人雷娜，三人替換制度也是保留，但是更強化了三人的差別，使的互相協力的重要性遠高於前作，成為更進一步的戰術運用搭配模式也是一大進步。雖然本作依然保有系列高水準的一貫特色，但因為前作主角優子換下的關係，使的本作的聲勢不如前三代。

## 遊戲系統
以PC Engine版本為標準。本作採用三人替換制，玩家必須利用3人不同的特性來協力過關。而玩家可以控制雷娜等人進行跳躍或滑鏟的動作躲避敵人，或橫越地形陷阱。同時雷娜等人有血量限制，一旦血量歸零，本關即宣告失敗。
攻擊模式：
- 雷娜：劍士型人物，等級提升時可以一次攻擊廣域範圍，特技是滑鏟
- 亞姆：僧侶型人物，攻擊距離長，但威力低，特技是二段跳
- 阿斯法：魔王，攻擊威力最強，但只能對地，特技是無視陷阱

## 劇情簡介
在遠古時期...魔幻眾之王阿思法將泰坦之戒傳給了其子加魯基亞.但得到了龐大力量的加魯基亞卻拿來挑戰神.被神打敗後魔幻眾皆被封印在水晶中
時間來到現代水晶的封印竟然被解除了.魔幻眾再度出現在世間.意圖拿下三界的加魯基亞對世間發動了侵略.然而之前拯救三界的優子卻在天界沉睡...........

### 登場人物
雷娜（配音：鶴廣美）反抗軍最強的女戰士.為了向優子尋求ヴァリス劍.與其妹向天界出發
亞姆（配音：冬馬由美）協助姊姊雷娜前往天界的僧侶
阿思法（配音：玄田哲章）後悔將泰坦之戒傳給加魯基亞.與雷娜一同前往天界
加魯基亞（配音：鹽澤兼人）現任魔幻眾之王.有者泰坦之戒的力量.傲視群雄
恰姆（配音：三田優子）在夢幻界率領地下反抗軍.聽到了優子的聲音後.同意讓雷娜與亞姆前往天界
麻生優子（配音：島本須美）對地面的事物雖然知道的一清二楚.但身處於天界不能出手干涉.同時也對會帶來悲運的ヴァリス劍是否要授與雷娜感到憂心.只能在天界靜靜的等待雷娜的到來
ヴァルナ夢幻界的女王.被魔幻眾俘擄.等者被處刑.

## 外部連結
- 莫比游戏上的《夢幻戰士IV》（英文）
- 莫比游戏上的《超级梦幻战士IV 红月少女》（英文）